# Pseudoziidae
Famille
Les Pseudoziidae sont une famille de crabes. Elle comprend dix espèces actuelles et six fossiles dans sept genres dont quatre fossiles.

## Liste des genres
- Euryozius Miers, 1886
- Flindersoplax Davie, 1989
- Pseudozius Dana, 1851
- †Archaeozius Schweitzer, 2003
- †Priabonocarcinus Müller & Collins, 1991
- †Santeexanthus Blow & Manning, 1996
- †Tongapapaka Feldmann, Schweitzer & McLaughlin, 2006

## Référence
- Alcock, 1898 : Materials for a carcinological fauna of India. No. 3. The Brachyura Cyclometopa. Part I. The family Xanthidae. Journal of the Asiatic Society of Bengal, vol. 67, n. 2, p. 67–233.

## Sources
- Ng, Guinot & Davie, 2008 : Systema Brachyurorum: Part I. An annotated checklist of extant brachyuran crabs of the world. Raffles Bulletin of Zoology Supplement, n. 17 p. 1–286.